# Monte Hodson
O Monte Hodson é um estratovulcão que corresponde a boa parte da área da Ilha Visokoi, pertencente ao Arquipélago das Ilhas Sandwich do Sul.